# Arthur Nordenswan
Arthur Georg Nordenswan (Estocolm, 27 de gener de 1883 - Estocolm, 29 de desembre de 1970) va ser un oficial de l'exèrcit suec i tirador suec que va competir a començaments del segle xx.

## Carrer esportiva
El 1912 va prendre part en els Jocs Olímpics d'Estocolm, on va disputar tres proves del programa de tir. En la prova de carrabina, 50 metres per equips guanyà la medalla de plata, mentre la prova individual fou 16è i en la de carrabina, des de 25 metres 28è.

## Carrera militar
Nordenswan era fill del general major Carl Otto Nordensvan i Ebba Maria (nascuda Wallenius). Arribà al grau de segon tinent a la Svea livgarde (I 1) el 1902 i tinent el 1905. Nordenswan fou ascendit a capità el 1916 i serví al Regiment de Västernorrland (I 28) el 1921. El 1926 fou ascendit a major i serví al Regiment de Norrbotten (I 19). El 1930 fou ascendit a tinent coronel i serví al Regiment de Skaraborg (I 9) el 1932.
Nordenswan va ser comandant de les tropes sueques al Saar durant la celebració del referèndum de 1935. Aleshores fou ascendit a coronel i va servir com a comandant del regiment de Skaraborg entre 1935 i 1942. El 1940 fou nomenat coronel de l'exèrcit finlandès i va comandar el Cos de Voluntaris Suec a la Batalla de Salla durant la Guerra d'Hivern a Finlàndia.

## Vida personal
El 1909 es casà amb Inez Kjerner (nascuda el 1883), filla del doctor Karl Kjerner i Emelie Magnell. Es van divorciar i el 1918 Nordenswan es casà amb Ruth Persson (1893–1975), filla del pagesos Peter Persson i Anna Eriksson. Nordenswan va morir el 29 de desembre de 1970 a Estocolm i fou enterrat al Norra begravningsplatsen d'Estocolm.